# Aymar II d’Angoulême
Pour les articles homonymes, voir Taillefer.
Aymar II d’Angoulême ou Adhémar, né vers 1160 et mort à Limoges le 16 juin 1202, est comte d'Angoulême vers 1186 jusqu'à sa mort en 1202. Aymar est le dernier descendant masculin de la maison d’Angoulême dite Taillefer. Il consent au mariage de sa fille unique et héritière, Isabelle, avec le roi d’Angleterre Jean sans Terre.

## Biographie

### Famille
Troisième fils de Guillaume VI Taillefer, comte d'Angoulême, et de Marguerite de Turenne, il est le frère cadet de Vulgrin III d'Angoulême (♰ av. 29 juin 1181) et de Guillaume VII Taillefer (♰ 1186), tous deux comtes d'Angoulême avant lui, et l'aîné de Foulques (♰ v. 1171/1180), Griset (♰ ~1179/1192) et d'Almodis (v. 1151/1152-?).

### Succession
Vulgrin III, fils aîné de Guillaume VI Taillefer, meurt en 1181 et laisse comme seule héritière une fille unique, Mathilde d'Angoulême (av. 1181-ap. 29 août 1233). Guillaume et Aymar, oncles de la jeune Mathilde l'excluent de la succession du comté d'Angoulême au titre du droit de viage. Ce droit faisait de Guillaume Taillefer le comte en titre. Guillaume Taillefer et Aymar ont refusé que leur nièce soit investie du comté d'Angoulême qu'ils considéraient comme leur propre héritage. Guillaume Taillefer devient donc le nouveau comte d'Angoulême sous le nom de Guillaume VII.

### La lutte contre Richard Cœur de Lion
Cependant les deux frères entrent en conflit avec Richard Cœur de Lion, duc d'Aquitaine, leur seigneur et suzerain. Ce dernier revendique la tutelle de la jeune Mathilde d'Angoulême et donc de pouvoir disposer du comté d'Angoulême et de la marier à l'un de ses proches. Aymar et son frère font valoir leurs propres droits héréditaires mais durent fuir chez leur demi-frère, Adémar V, vicomte de Limoges. Après la mort de Guillaume VII, survenue en 1186, Aymar se révolte en 1188 avec Geoffroy Ier de Lusignan, seigneur de Vouvant et Geoffroy IV de Rancon, seigneur de Taillebourg, contre Richard Cœur de Lion. Ce dernier prend rapidement le dessus avec la conquête de Taillebourg. La soumission des rebelles est largement facilitée par la proposition de participer à la troisième croisade en échange de l'abandon des poursuites pénales.
La capture de Richard Cœur de Lion en Allemagne en 1192 favorise la situation des nobles aquitains et Aymar reprend le pouvoir à Angoulême. Avec l'approbation du roi Philippe II Auguste, il commence à ravager le Poitou en 1193. En 1194, Richard est libéré et bat le roi de France à la bataille de Fréteval. Lors de l'armistice négocié en juillet 1194, près de Tillières entre les rois de France et d'Angleterre, Aymar et ses compagnons sont contraints de se soumettre à Richard qui peut entrer sans entrave à Angoulême. La paix est éphémère, Aymar et son demi-frère le vicomte de Limoges, Adémar V, s'associent à nouveau avec Philippe-Auguste. Après la défaite de ce dernier lors de la bataille de Gisors, en 1198, les deux frères se retrouvent seuls face à Richard. Après sa victoire, le duc retourne en Aquitaine avec l'intention de soumettre Adémar V de Limoges et assiège le château de Châlus, possession du vicomte. Richard est grièvement blessé en avril 1199 et meurt de façon totalement inattendue. Aymar et Adémar V de Limoges saisissent immédiatement l'occasion pour déclarer leur loyauté au roi Philippe II Auguste au cours du même mois en échange de la promesse du roi de France de faire attribuer le comté de la Marche à Aymar,. Adémar de Limoges meurt quelques mois plus tard, peut-être assassiné par Philippe de Faulconbridge, seigneur de Cognac, fils naturel du défunt roi d'Angleterre.

### Conflits avec la Maison de Lusignan

#### Le comté de la Marche
Aymar entre en conflit avec la maison de Lusignan au sujet du comté de la Marche qui est une possession immédiate des comtes de Poitou, souverains d'Angleterre depuis 1154. Aymar d’Angoulême et Hugues IX le Brun, seigneur de Lusignan, en revendiquent tous deux la propriété. Richard Cœur de Lion, duc d'Aquitaine, ne souhaite pas céder le comté de la Marche ni aux Taillefer, ni aux Lusignan.
En 1199 il est décidé d'une grande union entre les Lusignan et les Taillefer. Hugues IX le Brun doit épouser l'unique héritière d'Aymar, Isabelle Taillefer. En mariant l'héritière d'Angoulême au seigneur de Lusignan, Richard Cœur de Lion règle le litige successoral du comté de la Marche par l'attribution compensatoire du comté d'Angoulême aux Lusignan. De plus, cette future union permet au souverain anglais de stabiliser le nord de l'Aquitaine en faisant basculer l'Angoumois, toujours hostile aux Plantagenêt, dans les mains d'une maison devenue fidèle en 1191.
Cependant, la mort de Richard Cœur de Lion, à Chalus en avril 1199, ouvre une période de grande confusion et de succession entre les partisans d'Arthur, duc de Bretagne, neveu de Richard, et Jean d'Angleterre, comte de Mortain, frère cadet de Richard. Les Taillefer portent leur soutien au jeune duc de Bretagne. Les Lusignan choisissent de soutenir le dernier fils d'Aliénor d'Aquitaine. Au centre de ce jeu d'alliances, le contrôle pour le comté de la Marche et la domination du nord-aquitain est l'enjeu.
Aymar n'abandonne pas ses droits sur le comté de la Marche et attend que sa demande soit examinée par la cour du roi Philippe-Auguste qui donne une suite favorable. De son côté, Hugues IX le Brun adopte une stratégie différente : tout en restant fidèle à Jean Sans Terre, il fait prisonnière sa mère, Aliénor d'Aquitaine, et réussit par ce coup de force à se faire remettre le comté de la Marche. En janvier 1200, à Caen, le nouveau roi d'Angleterre prend acte du fait accompli et Hugues IX le Brun lui fait hommage lige pour le comté de la Marche,.

#### Le traité du Goulet (1200)
Dans le traité du Goulet du 22 mai 1200, le roi Philippe II Auguste s'accorde avec Jean Sans Terre pour que le comté d'Angoulême et la vicomté de Limoges relèvent à nouveau de la souveraineté féodale de Jean en tant que duc d'Aquitaine et que ce dernier reconnaisse en retour leurs prétentions, y compris celles d'Aymar sur la Marche. Peu après la conclusion du contrat, Jean se rend personnellement en Aquitaine pour se réconcilier avec Aymar d'Angoulême et Guy V, vicomte de Limoges.

#### La mariage d'Isabelle d'Angoulême
Les dispositions du traité du Goulet remettent cependant en question les accords pris quelques mois plus tôt. Le 24 août 1200, Jean épouse Isabelle d'Angoulême à Bordeaux avec le consentement d'Aymar, nonobstant les fiançailles antérieures avec Hugues IX le Brun. De toute évidence, ce mariage fut décidé lors de la rencontre personnelle entre Aymar et Jean sans Terre et a pu être motivé par des raisons politiques. En effet, cela permet à Jean de faire une future demande de succession à la fois pour Angoulême et pour le comté de la Marche au nom d'Isabelle contre les prétentions des Lusignan, devenus trop influents dans le nord du duché d'Aquitaine.
La réaction d'Hugues IX ne se fait toutefois pas attendre. Floué par son suzerain, il en appelle au roi Philippe-Auguste et demande justice. De plus, Aymar se voit attribuer par son nouveau gendre la gestion du comté de la Marche en 1200 aux dépens des Lusignan. Comme Jean sans Terre refuse de se présenter à son suzerain pour répondre de ses actes, Philippe-Auguste reconnaît les torts infligés et prononce la commise des biens du Plantagenêt en France en 1204. Pour concurrencer les prétentions de Jean sans Terre et d'Isabelle sur l'Angoumois, Hugues IX épouse en secondes noces Mathilde d'Angoulême, enfant unique de Vulgrin III d'Angoulême, nièce d'Aymar.
En février 1202, lors d'une visite de Jean à Angoulême pour négocier un traité avec Sancho VII de Navarre, Aymar invite le roi d'Angleterre à visiter la toute nouvelle église abbatiale de La Couronne. Le rôle de la fille d'Aymar dans le refus constant de Jean sans Terre de s'occuper correctement de la veuve de son frère Richard Cœur de Lion, Bérengère de Navarre, n'est sans doute pas étrangère à la présence du comte d'Angoulême lors des négociations entre les deux royaumes.

### Décès
Aymar meurt à Limoges le 16 juin 1202. Sa fille Isabelle Taillefer, son unique héritière lui succède comme comtesse d'Angoulême mais son titre reste longtemps purement nominal. Son époux l'écarte du pouvoir comtal et ne lui permet pas d'entrer en possession de son héritage de plein droit. Le gouverneur nommé par Jean sans Terre, Bartholomée du Puy (de Podio), s'occupe de l'essentiel des affaires administratives du comté jusqu'à la mort de Jean en 1216.

## Mariage et descendance

### Alix de Courtenay
En 1186, Aymar d’Angoulême épouse Alix de Courtenay (v. 1160-1218), divorcée de Guillaume Ier (v. 1160-15 fév. 1220), comte de Joigny, pour consanguinité. Elle est la fille de Pierre Ier de France (♰ 1183) et d'Élisabeth de Courtenay (♰ 1205), dame de Courtenay. Par son père, Alix descend des Capétiens ; elle est la petite-fille du roi de France, Louis VI le Gros (1081-1137).

### Postérité
Le couple a pour unique enfant :
- Isabelle d'Angoulême (v. 1188/1192-4 juin 1246) fiancée, vers 1199, à Hugues IX le Brun (av. 1151-1219), seigneur de Lusignan et de Couhé[10]. Elle devient par mariage, le 24 août 1200, la seconde épouse de Jean sans Terre (1166-1216) et reine d'Angleterre (1200-1216). Veuve, elle épouse en secondes noces, au printemps 1200[18], le fils de son ancien fiancé, le comte de la Marche, Hugues X de Lusignan (v. 1182-1249). Cette union fait naître un vaste ensemble territorial dans le nord-aquitain comprenant les fiefs Lusignan du Poitou, la Saintonge, l'Aunis, la Marche et l’Angoumois.

Une fois veuve d'Aymar, Alix de Courtenay, gouverne la ville d'Angoulême jusqu'en mars 1203, date à laquelle Jean sans Terre la convoque à la cour et lui accorde une pension mensuelle de 50 livres en échange de ses droits de comtesse douairière. En 1204, le Poitou se range du côté des capétiens et Alix prête serment de fidélité à Philippe Auguste pour le comté d'Angoulême. Elle se retire ensuite de toute vie publique, s'installant sur ses terres de La Ferté-Gaucher, où elle vivait encore en juillet 1215, date à laquelle elle signe un document à Provins de son titre de comtesse d'Angoulême.

## Sceau et armoiries

### Sceau [1199]
Avers : Rond, 70 mm,,,.
Description : Sceau équestre. Un homme à cheval qui tue un lion (ce qu'on n'y distingue plus).
Légende :..... COMITIS ENGVOLIM.....
Contre-sceau : Rond, mm,,,.
Description : Écu losangé
Légende : SECRETVM COMIT.....
Légende transcrite : Secretum comitis [Engolismensis].

### Armoiries [1199]
| Blason | Blasonnement : Écu d'or taillé et tranché de gueules Commentaires : Blason d'Aymar, comte d'Angoulême, d'après l'empreinte d'un contre-sceau de 1199. |

Références,,,

## Sources et bibliographie

### Sources sigillographiques
- Jean-Hippolyte Michon, Statistique monumentale de la Charente, 1844, pl. I, fig. 1 & 2. [lire en ligne].
- SIGILLA : base numérique des sceaux conservés en France, « Aimar », http://www.sigilla.org/, Université de Poitiers. [lire en ligne].